# Себастьєн Патріс
Себастьєн Патріс (7 квітня 2000 ) — французький фехтувальник на шаблях, бронзовий призер Олімпійських ігор 2024 року, чемпіон Європейських ігор.

## Виступи на Олімпіадах
| Олімпіада  | Дисципліна          | Місце |
| ---------- | ------------------- | ----- |
| Париж 2024 | індивідуальна шабля | 10    |
| Париж 2024 | командна шабля      | 3     |